# Tucker & Dale vs. Evil
Tucker & Dale vs. Evil là một bộ phim hài kinh dị năm 2010 của Mỹ gốc Canada do Eli Craig đạo diễn và viết kịch bản. Các diễn viên gồm có Tyler Labine, Alan Tudyk và Katrina Bowden. Labine và Tudyk đóng vai một cặp nam thanh niên miền núi bị một nhóm sinh viên đại học hiểu nhầm là những kẻ giết người. Bộ phim ra mắt tại Liên hoan phim Sundance và được phát hành hạn chế tại Mỹ. Bộ phim được Rotten Tomatoes cho điểm 84/100 và Metacritic cho điểm 65/100.

## Nội dung
Một nhóm bạn trẻ gồm có Chad, Allison, Chloe, Naomi, Chuck, Jason, Todd, Mitch và Mike đi cắm trại ở khu rừng phía Tây Virginia. Ở trạm xăng, họ gặp Tucker McGee và Dale Dobson, hai anh chàng miền núi vừa mua một ngôi nhà trong rừng. Dale muốn bắt chuyện làm quen với Allison nhưng ngoại hình có vẻ bặm trợn của anh khiến nhóm bạn trẻ sợ hãi. Trên đường vào rừng, Tucker và Dale gặp Cảnh sát trưởng Gurr, người cảnh báo cả hai về sự nguy hiểm của khu vực này.
Tucker và Dale đến ngôi nhà xập xệ của họ và bắt đầu sửa chữa nó. Ở gần đó, Chad kể cho các bạn nghe câu chuyện kinh dị "Cuộc thảm sát Ngày Tưởng niệm" nói về một tên sát nhân miền núi giết một nhóm sinh viên trẻ vào 20 năm trước. Nhóm bạn trẻ đi bơi ở bờ hồ nơi Tucker và Dale đang câu cá, Allison giật mình té ngã đập đầu vào tảng đá và bất tỉnh. Tucker và Dale cứu Allison, nhưng nhóm bạn còn lại nghĩ rằng Allison bị bắt cóc. Ngày hôm sau Allison tỉnh lại trong nhà của Tucker và Dale, ban đầu cô hoảng sợ nhưng sớm kết bạn với họ. Nhóm bạn còn lại đến ngôi nhà để cứu Allison khỏi "những kẻ bắt cóc tâm thần", trong khi Chuck đi báo cảnh sát. Khi Dale và Allison ở trong nhà, Tucker bên ngoài cưa cây thì cưa vào tổ ong khiến đàn ong bay ra tấn công anh, anh cầm chiếc máy cưa chạy vòng quanh khiến nhóm bạn sợ hãi chạy tán loạn. Trong lúc chạy Mitch vô tình bị khúc cây đâm xuyên người và chết. Khi thấy xác chết của Mitch, Chad thuyết phục cả nhóm rằng họ đang ở trong một cuộc chiến sinh tồn.
Nhóm bạn lén theo Tucker và Dale đến ngôi nhà và thấy Allison đang phụ đào hố xí, nhưng họ cho rằng cô bị bắt buộc đào mộ cho chính mình. Todd và Mike xông lên tấn công hai anh chàng miền núi, nhưng Todd bị đâm chết bởi khúc cây của chính anh và Mike vô tình nhảy vào máy nghiền gỗ, còn Allison bị bất tỉnh bởi cái xẻng của Dale quơ trúng mặt cô. Nhóm bạn cho rằng Tucker và Dale đã giết ba người bạn của họ, trong khi Tucker và Dale cho rằng nhóm bạn trẻ đang muốn tự tử và nếu báo cảnh sát sẽ khiến cả hai bị tình nghi giết người. Chuck quay lại cùng với Cảnh sát trưởng Gurr, người nghi ngờ lời khai của Tucker và Dale. Gurr vào trong ngôi nhà thì vô tình bị khúc gỗ gắn đầy đinh đập vào đầu, Chuck cũng lỡ tay tự giết chính anh khi đang cố gắng sử dụng khẩu súng của ông cảnh sát. Chad sau đó bắt được Tucker, treo anh lên, tra tấn anh và cắt hai ngón tay của anh. Chad gửi một lời nhắn cho Dale bảo anh đến cứu Tucker.
Dale rời đi để cứu Tucker trong khi Chad và Naomi đến ngôi nhà để cứu Allison. Khi Allison cố gắng giải thích mọi chuyện, những người bạn cho rằng cô bị mắc hội chứng Stockholm (nạn nhân nảy sinh tình cảm với kẻ bắt cóc). Tucker và Dale quay về, Allison muốn tất cả họ thảo luận trong bình tĩnh. Chad kể rằng ngày xưa bố anh đã bị giết trong Cuộc thảm sát Ngày Tưởng niệm và mẹ anh là người sống sót duy nhất. Jason và Chloe xông vào cứu mọi người nhưng tạo ra một đám cháy. Tucker, Dale và Allison kịp thời thoát ra khỏi ngôi nhà; còn Naomi, Jason và Chloe bị chết cháy, Chad bị phỏng một nửa gương mặt và trở nên điên loạn. Chad bắt Allison đến một xưởng gỗ bị bỏ hoang, Tucker lúc này đã bị thương bảo Dale hãy đi giải cứu Allison. Dale đến xưởng gỗ giúp Allison thoát khỏi dây trói, cả hai chạy lên tầng trên tìm thấy một bài báo tiết lộ rằng bố của Chad chính là tên sát nhân trong vụ án năm xưa, chứ không phải là nạn nhân, ông ta là người đã cưỡng hiếp mẹ của Chad. Chad trở nên điên loạn hơn và đòi giết cả hai, Dale liền ném một hộp trà hoa cúc vào mặt hắn khiến hắn bị dị ứng và rơi ra khỏi cửa sổ. Dale và Allison rời khỏi xưởng gỗ.
Cảnh sát và phóng viên đến hiện trường, họ đoán rằng những cái chết của nhóm bạn trẻ trong khu vực này có thể là do tự tử tập thể hoặc có một tên sát nhân nào đó gây ra. Chad vẫn còn sống sau cú ngã và trở thành một tên sát nhân thật sự, hắn đã giết chết một phóng viên và một người quay phim. Tucker nằm trong bệnh viện có xem bản tin trên tivi, Dale vào thăm Tucker và nói rằng anh đã có cơ hội hẹn hò với Allison. Tối hôm đó ở sân chơi bowling, Dale động viên một ông già miền núi tán tỉnh một cô gái gần đó. Khi Dale và Allison hôn nhau, ông già miền núi đã vô tình làm cô gái kia bất tỉnh, gây ra vụ hiểu lầm mới.

## Diễn viên
- Tyler Labine vai Dale Dobson
- Alan Tudyk vai Tucker McGee
- Katrina Bowden vai Allison
- Jesse Moss vai Chad
- Chelan Simmons vai Chloe
- Christie Laing vai Naomi
- Philip Granger vai Cảnh sát trưởng Gurr
- Travis Nelson vai Chuck
- Brandon Jay McLaren vai Jason
- Alex Arsenault vai Todd
- Adam Beauchesne vai Mitch
- Joseph Allan Sutherland vai Mike
- Karen Reigh vai Cheryl
- Tye Evans vai Bố của Chad
- Eli Craig vai Người quay phim
- Sasha Craig vai Phóng viên

## Giải thưởng
| Giải thưởng / Sự kiện    | Hạng mục                                                        | Đối tượng đề cử                                                                            | Kết quả   |
| ------------------------ | --------------------------------------------------------------- | ------------------------------------------------------------------------------------------ | --------- |
| Leo Awards               | Best Cinematography in a Feature Length Drama                   | David Geddes                                                                               | Đề cử     |
| Leo Awards               | Best Feature Length Drama                                       | Rosanne Milliken và Crawford Hawkins                                                       | Đề cử     |
| Leo Awards               | Best Overall Sound in a Feature Length Drama                    | Paul A. Sharpe, Graeme Hughes và Iain Pattison                                             | Đề cử     |
| Leo Awards               | Best Sound Editing                                              | James Fonnyadt                                                                             | Đề cử     |
| Leo Awards               | Best Sound Editing in a Feature Length Drama                    | Dario DiSanto, Brian Campbell, James Fonnyadt, Jay Cheetham, Kirby Jinnah và Kris Casavant | Đề cử     |
| Leo Awards               | Best Stunt Coordination in a Feature Length Drama               | Jodi Stecyk                                                                                | Đề cử     |
| Leo Awards               | Best Supporting Performance by a Male in a Feature Length Drama | Jesse Moss                                                                                 | Đề cử     |
| Sitges Film Festival     | Best Film                                                       | Eli Craig                                                                                  | Đoạt giải |
| SXSW Film Festival       | Audience Award                                                  | Eli Craig                                                                                  | Đoạt giải |
| Fantasia Festival        | Jury Prize; Best First Feature                                  | Eli Craig                                                                                  | Đoạt giải |
| Ampia Awards             | Best Feature Film                                               | Eli Craig                                                                                  | Đoạt giải |
| Fangoria Chainsaw Awards | Best Actor                                                      | Tyler Labine                                                                               | Đề cử     |
| Fangoria Chainsaw Awards | Best Supporting Actress                                         | Katrina Bowden                                                                             | Đề cử     |
| Fangoria Chainsaw Awards | Best Limited-Release/Direct-to-Video Film                       | Best Limited-Release/Direct-to-Video Film                                                  | Đoạt giải |
| Fangoria Chainsaw Awards | Best Screenplay                                                 | Eli Craig, Morgan Jurgenson                                                                | Đoạt giải |

## Phần tiếp theo
Tại HorrorHound Weekend năm 2014, các diễn viên Tyler Labine và Alan Tudyk xác nhận rằng phần tiếp theo của phim đang được phát triển.